# Pave Anaklet
Anakletus, eller Anenkletus eller Anacletus, regnes som den tredje pave, og efterfulgte apostlen Peter og pave Linus. Anakletus er blevet forslået at have været den samme person som Cletus. Såvel Eusebius, Irenæus, Augustin som Optatus mener, at navnene refererer til samme person; mens Catalogus Liberianus og i Liber Pontificalis hævder, at Anakletus og Cletus er to forskellige personer.
På oldgræsk betød cletus "en, som er kaldet", mens anacletus betød "en, som er tilbagekaldt". I romersk martyrologi kendes han kun som Cletus.
Anakletus er traditionelt anset for at være en romersk borger, og have fungeret som pave i tolv år, fra 76 til 88, da han angiveligt led martyrdøden. Den vatikanske Annuario Pontificio (2003) angiver hans tid som pave fra 80 til 92. Han blev begravet i den kirke, der blev rejst for hans forgænger Linus i Vatikanet. Hans mindedag er den 26. april.
Nogle ældre pavelister regner ham ikke som pave, men kun som stedfortræder for Clemens 1. under hans lange fravær fra Rom. I andre lister dukker Cletus op to gange, både som Cletus og Anakletus. I en lang periode havde han to mindedage i den liturgiske kalender: 26. april som Cletus og 13. juli som Anakletus. Sidstnævnte mindedag er nu afskaffet.
Ifølge overleveringen led han martyrdøden under kejser Domitian (81–96), men det findes der intet historisk belæg for.